# Pekingente (Gericht)

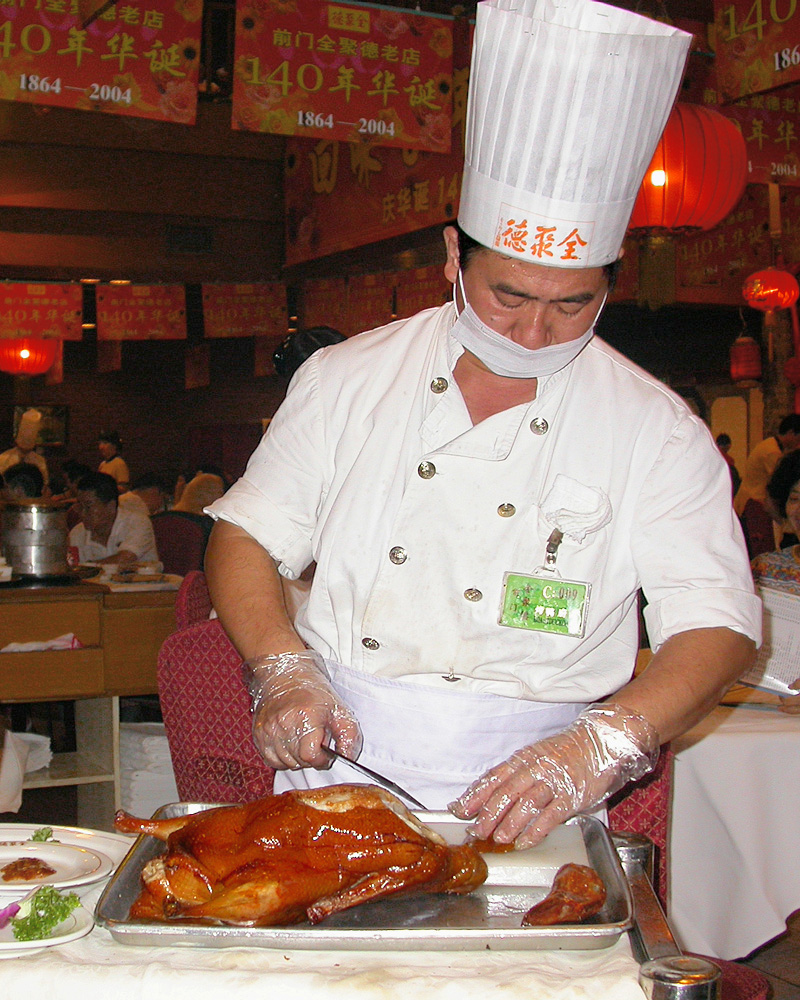
Ein Koch in einem Pekinger Restaurant tranchiert eine gebackene Pekingente.

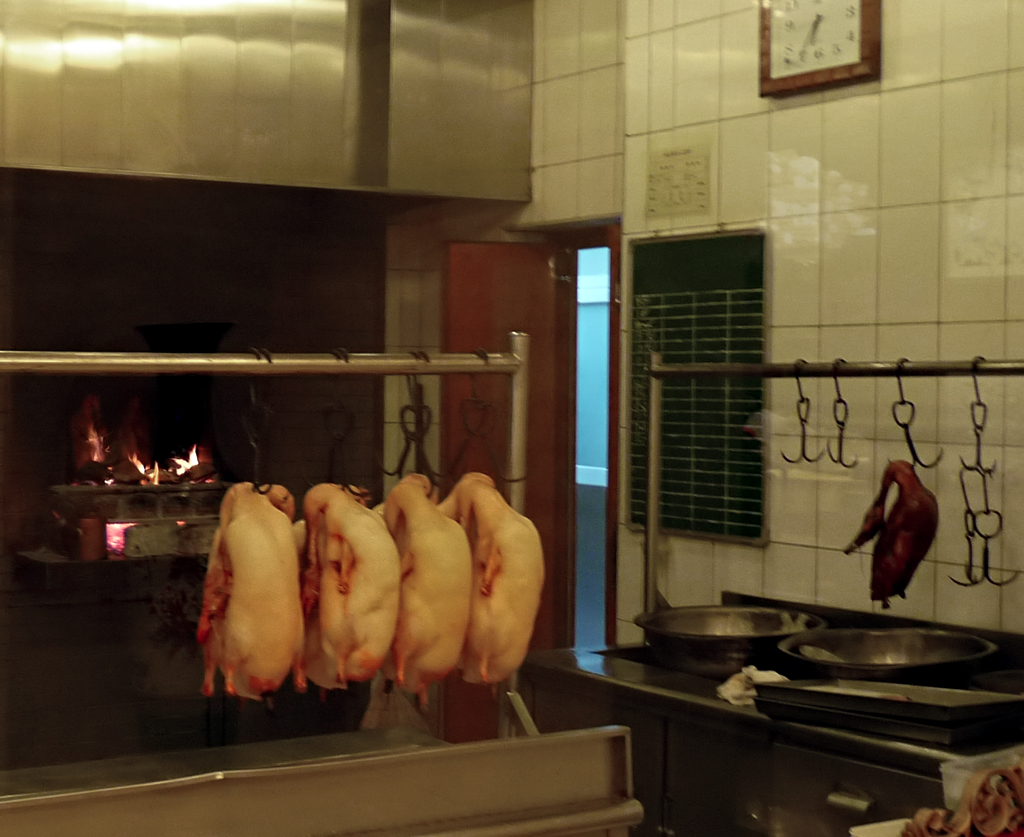
Vorbereitete Pekingenten in der Küche

Die Pekingente (chinesisch 北京烤鴨 / 北京烤鸭, Pinyin běijīng kǎoyā) gehört zu den berühmtesten Gerichten der chinesischen Küche. Ihre Herstellung ist sehr aufwendig – sie wird daher meistens in spezialisierten Restaurants zubereitet und verzehrt. Das Rezept für die Pekingente stammt aus der Ming-Dynastie. In Vietnam gibt es eine Variante, die Vịt quay Bắc Kinh genannt wird.
Die für das Gericht namensgebenden Pekingenten erhalten während der letzten zwei Wochen vor der Schlachtung besonders gehaltvolles Futter und werden während dieser Zeit an der Bewegung gehindert, damit ihr Fleisch zart und die Haut dünn wird. Schlachtreife Tiere wiegen zwei bis drei Kilogramm.

## Vorbereitung
Bei der Pekingente wird besonderer Wert auf die Haut gelegt. Deshalb werden die Tiere nach der Schlachtung einer besonderen Prozedur unterzogen, die sich mit handelsüblichen Enten nicht vollziehen lässt.
Die Ente wird gerupft, aber nicht ausgenommen, Kopf und Füße werden zunächst nicht entfernt. Durch einen kleinen Schnitt am Hals wird nun die Haut aufgeblasen wie ein Luftballon, damit sie sich vollständig vom Fleisch trennt.
Durch einen möglichst kleinen Schnitt unterhalb des Flügels werden anschließend die Innereien entfernt. Die Füße werden abgeschnitten.
Nun wird die Ente am Hals aufgehängt, mit kochendem Wasser überbrüht, gewürzt und rundherum mit in heißem Wasser aufgelöstem Honig oder Malzzucker eingestrichen, um dann an einem gut belüfteten Ort für einige Stunden zu trocknen.

## Zubereitung und Servieren
Die so vorbereitete Ente wird hängend in einem speziellen Ofen über mehrere Stunden gegart, wobei sich die Haut wieder aufbläht, knusprig wird und die typische, glänzend rote Farbe annimmt.
Jetzt wird die Ente den Gästen vorgeführt. Die Haut wird in gleichmäßige Rauten geschnitten, dabei wird das Fett abgeschabt und in zusammengerollten sehr dünnen Pfannkuchen mit einer speziellen Sauce (üblicherweise Hoisin-Sauce) und Lauchzwiebeln als Vorspeise serviert.
Anschließend wird das Fleisch in mundgerechte, dünne Scheiben geschnitten und mit verschiedenen Beilagen als Hauptgang gereicht.
Es gibt allerdings auch die Version ohne Trennung von Haut und Fleisch, das Fett wird durch die Art der Zubereitung verschmolzen, gewürzt wird nur mit Malzzucker. Hierbei wird die Ente vor dem Gast tranchiert.
Während des Hauptgangs wird aus den Resten der Ente eine Suppe gekocht, die, wie in China üblich, das Menü abschließt.

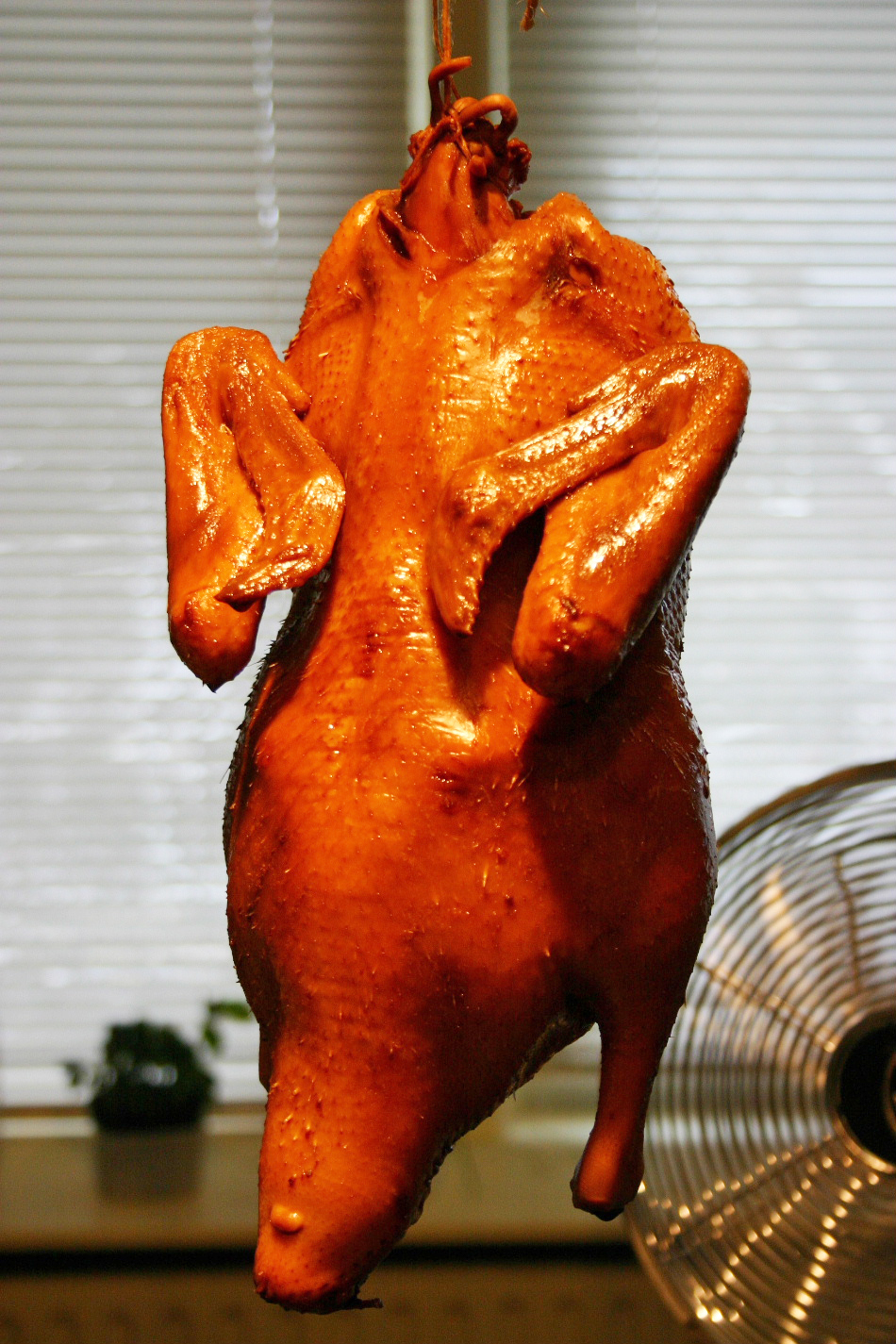
Trockene Ente nach 5 Stunden Vorbereitung
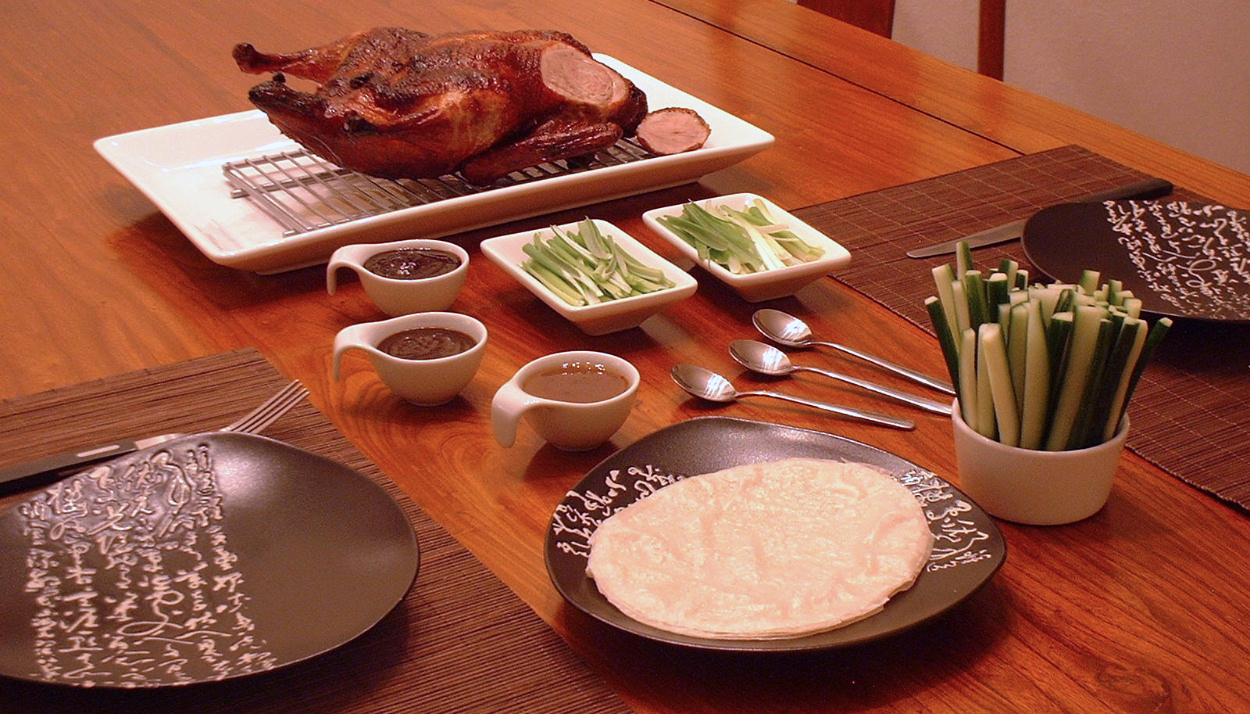
Pekingente – Unzerlegt aufgetischt
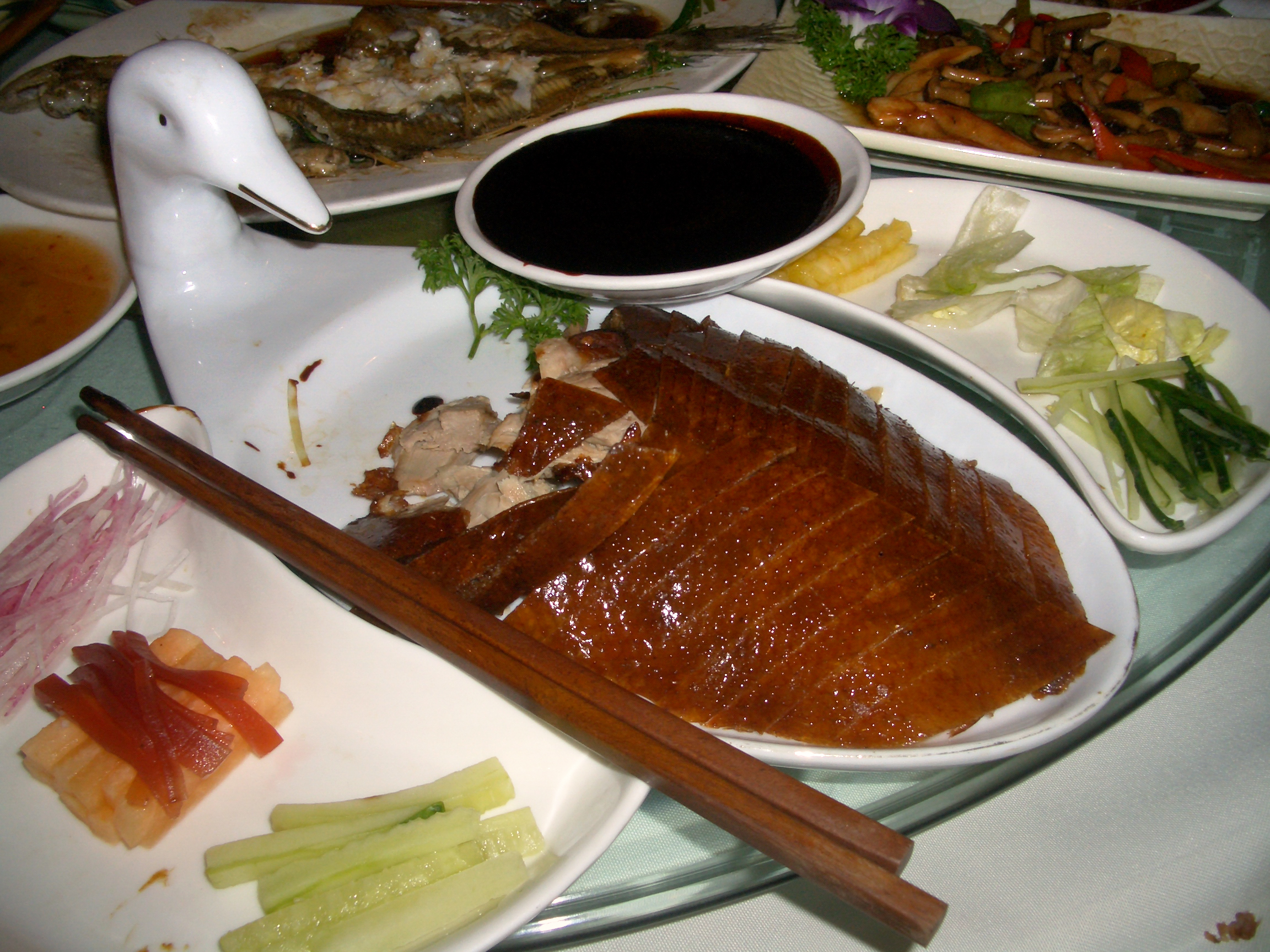
Tranchiert mit Hoisin-Sauce
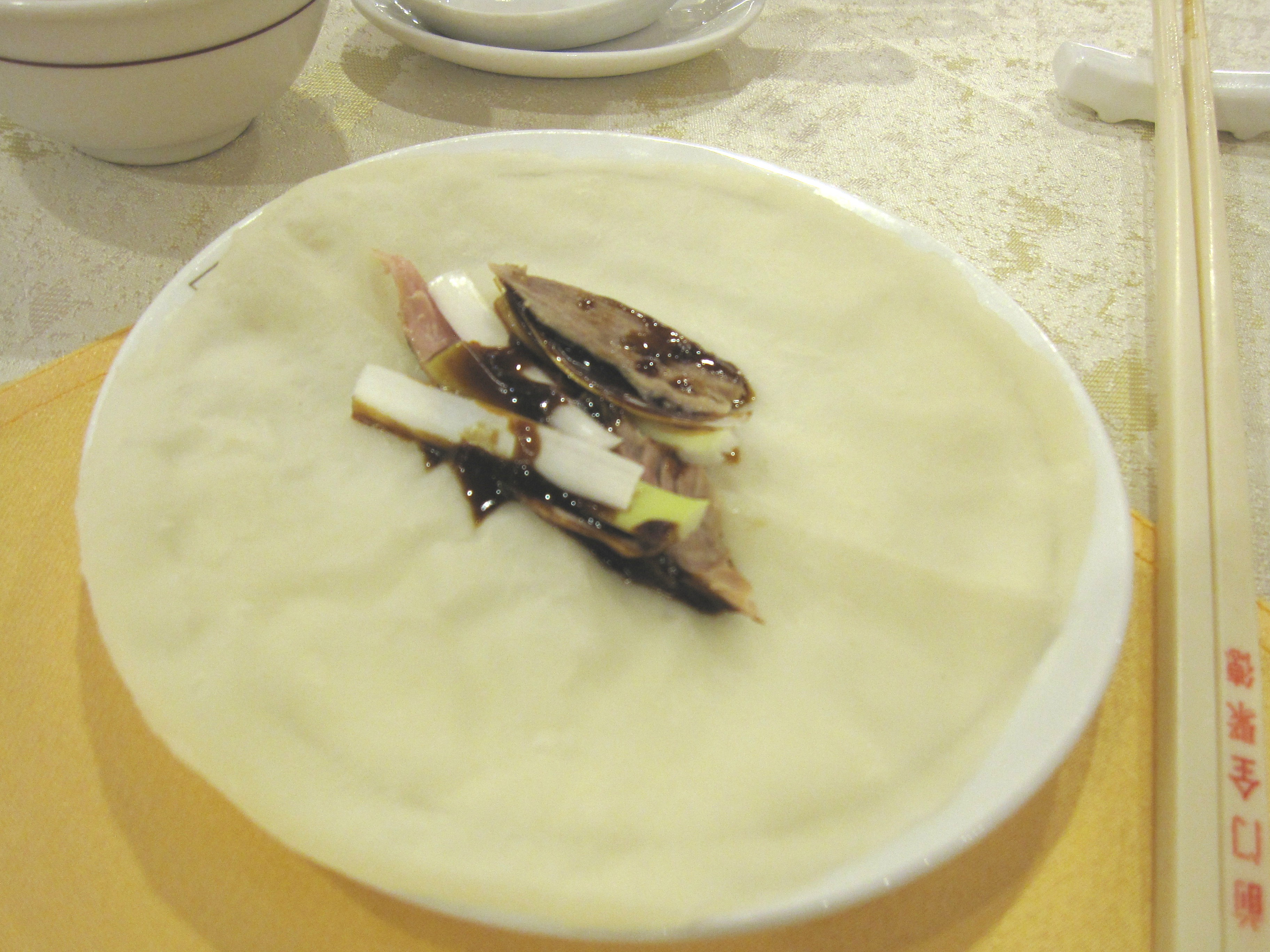
Pekingente, serviert auf Pfannkuchen
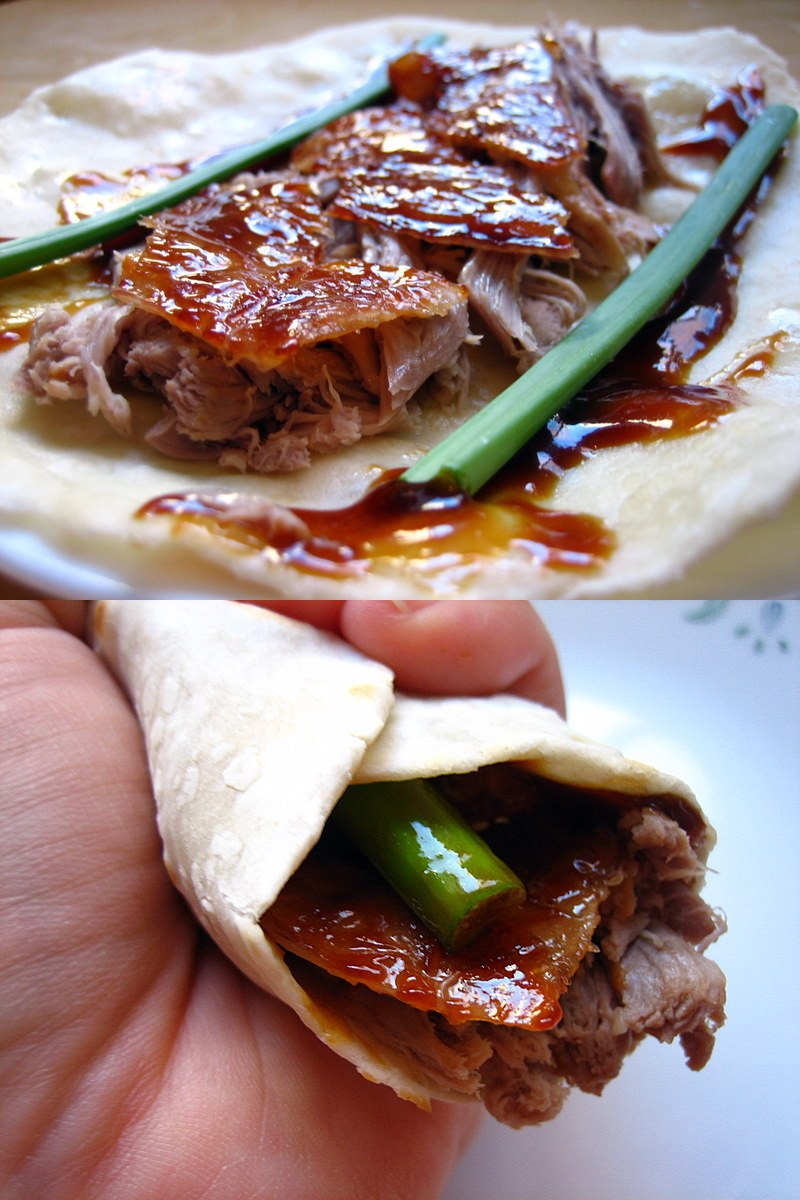
Wrap in Fladenbrot mit Frühlingszwiebel